# Шемякино (Порховский район)
Шемякино — деревня в Порховском районе Псковской области России. Входит в состав Славковской волости.

## География
Находится в восточной части региона, в западной части района, в пределах Прибалтийской низменности, в зоне хвойно-широколиственных лесов, при автодороге 58А-309, в 57 км к юго-западу от города Порхова, районного центра и в 5 км к северо-западу от бывшего волостного центра Верхний Мост.

### Климат
Климат характеризуется как умеренно континентальный, влажный, с умеренно мягкой зимой и относительно тёплым летом. Среднегодовая температура — 4,4 °C. Средняя многолетняя температура самого холодного месяца (января) составляет −8 °С, средняя температура самого тёплого (июля) — 17,3 °С. Период активной вегетации растений (с температурой выше 10°С) составляет 130 дней Среднегодовое количество осадков — около 725 мм, из которых 70 % выпадает в тёплый период. Снежный покров держится около 125—130 дней.

## История
На карте Псковской губернии 1888 года обозначена как Шемякина (Медведева).
В 1941—1944 гг. местность находилась под фашистской оккупацией войсками Гитлеровской Германии.
Деревня Шемякино в советские и в первые постсоветские годы входила в Верхнемостский сельсовет, который Постановлением Псковского областного Собрания депутатов от 26 января 1995 года переименован в Верхнемостскую волость.
Законом Псковской области от 30 марта 2015 года Верхнемостская волость была упразднена и деревня Шемякино включена в состав Славковской волости.

## Население
| 2001 | 2002 | 2010 |
| ---- | ---- | ---- |
| 46   | ↘42  | ↘28  |

### Национальный и гендерный состав
Согласно результатам переписи 2002 года, в национальной структуре населения русские составляли 100 % от общей численности в 42 чел..

## Инфраструктура
Личное подсобное хозяйство с зоной сельскохозяйственного использования, индивидуальная застройка усадебного типа.

## Транспорт
Остановка общественного транспорта «Шемякино».